# Limuru
Limuru és una ciutat de la província Central, a Kenya. S'estima que la població durant l'any 2004 és d'uns 4.800 habitants. Aquí hi va néixer un escriptor kenyà famós, Ngugi wa Thiongo. Durant l'era colonial, la majoria de persones van ocupar Limuru a causa de la seva terra fèrtil. S'hi troba el ferrocarril que va a Uganda.